# Château de Maebashi
Le château de Maebashi (前橋城, Maebashi-jō) est un château japonais situé à Maebashi, au centre de la préfecture de Gunma. À la fin de l'époque d'Edo, le château héberge une branche du clan Matsudaira, daimyō du domaine de Maebashi, mais la forteresse est gouvernée par un grand nombre de clans différents tout au long de son histoire. Le château est aussi connu sous le nom Mayabashi-jō (厩橋城), d'après l'ancien nom de Maebashi.

## Emplacement
Le château Maebashi est construit sur une berge escarpée du fleuve Tone au centre de l'ancienne province de Kōzuke. L'emplacement est un carrefour stratégique de la route principale d'Edo vers la province d'Echigo et la mer du Japon avec le Nakasendō reliant Edo à Kyoto.

## Histoire

### Période Sengoku
Une fortification appelée château d'Ishikura (石倉城, Ishikura-jō) est construite sur les rives du fleuve Tone près du site du château actuel en 1470 par le clan Nagano, obligés du clan Uesugi qui contrôle la région du Kantō avec la position de Kantō kanrei. Cependant, le château est endommagé à plusieurs reprises par les inondations provoquées par les débordements du Tone-gawa.
Les Uesugi sont défaits par Odawara Hōjō à la bataille de Kawagoe en 1546, époque vers laquelle le clan Nagano fait défection du côté des Hōjō. Cependant, ces derniers sont chassés par Uesugi Kenshin en 1560, qui fait du château d'Ishikura un de ses sept principaux bastions dans la région de Kantō. Les forces combinées des clans Hōjō et Takeda reprennent le château en 1562 mais sont incapables de le conserver. Kenshin donne la forteresse à Kitajō Takahiro mais en 1567 celui-ci fait défection pour le clan Hōjō et plus tard le clan Takeda en 1579.
Lorsque le clan Takeda est éliminé par Oda Nobunaga en 1582, le château est attribué à Takigawa Kazumasu qui y réside seulement trois mois jusqu'à l'assassinat de Nobunaga. Les Hōjō profitent de l'occasion pour récupérer le château mais sont eux-mêmes éliminés par Toyotomi Hideyoshi en 1590.

### Époque d'Edo
Après que Tokugawa Ieyasu a pris le contrôle de la région de Kantō en 1590, il désigne Hiraiwa Chikayoshi, un de ses généraux les plus fiables, comme châtelain. Cependant, en 1601, Sakai Shigetada est installé en tant que daimyō de Maebashi, d'abord avec des revenus de 33 000 koku. Le clan Sakai domine pendant les sept générations suivantes et reconstruit le château sur un terrain plus élevé avec de multiples cours et un tenshu (donjon) à deux étages. Pendant la mainmise des Sakai, les revenus du domaine augmentent à 150 000 koku, avant leur transfert en 1749 au domaine de Himeji.
Le château de Maebashi reçoit alors une branche du clan Matsudaira en provenance de la province d'Echizen et Matsudaira Tomonori est maitre des lieux de 1749 à 1767. Toutefois, l'érosion du fleuve Tone et les inondations continuent de miner le château et, en 1767, Matsudaira Tomonori décide de déménager son siège de Maebashi au château de Kawagoe, rétrogradant Maebashi du statut de han à celui de territoire détaché du domaine de Kawagoe.
Au cours de la période du Bakumatsu, la prospérité croissante et l'importance économique de Maebashi en raison du commerce de la soie conduisent les habitants à demander le retour de leur seigneur au château de Maebashi. Le shogunat Tokugawa considère également la zone de Maebashi comme un site possible pour un refuge si Edo devait être attaqué par les puissances occidentales et soutient donc cette demande. Un nouveau château de Maebashi est achevé en 1866 et le clan Matsudaira revient à Maebashi en 1867. Le donjon du nouveau château est situé un peu plus loin dans les terres qu'auparavant et les murs extérieurs sont reconstruits avec des lignes en zigzag pour éviter les angles morts. C'est le dernier château japonais à être construit durant l'époque d'Edo.

## Période moderne
La restauration de Meiji commence moins de six mois après l’achèvement du nouveau château. La plupart de ses structures défensives sont démolies en 1871 mais le palais principal est conservé pour être utilisé comme centre préfectoral de Gunma jusqu'en 1928. À l'heure actuelle, le bâtiment de trente-deux étages de la préfecture de Gunma est situé sur le site de l'ancien donjon. L'hôtel de ville de Maebashi occupe l'ancienne deuxième basse-cour et le tribunal du district de Maebashi occupe la troisième basse-cour, l'essentiel de la superficie restante étant un parc. Seule une petite portion du mur d'argile dans la cour centrale et la troisième cour subsistent in situ et l'une des portes d'origine existe toujours, mais pas à son emplacement d'origine.